# Ryssugn, Tyresta

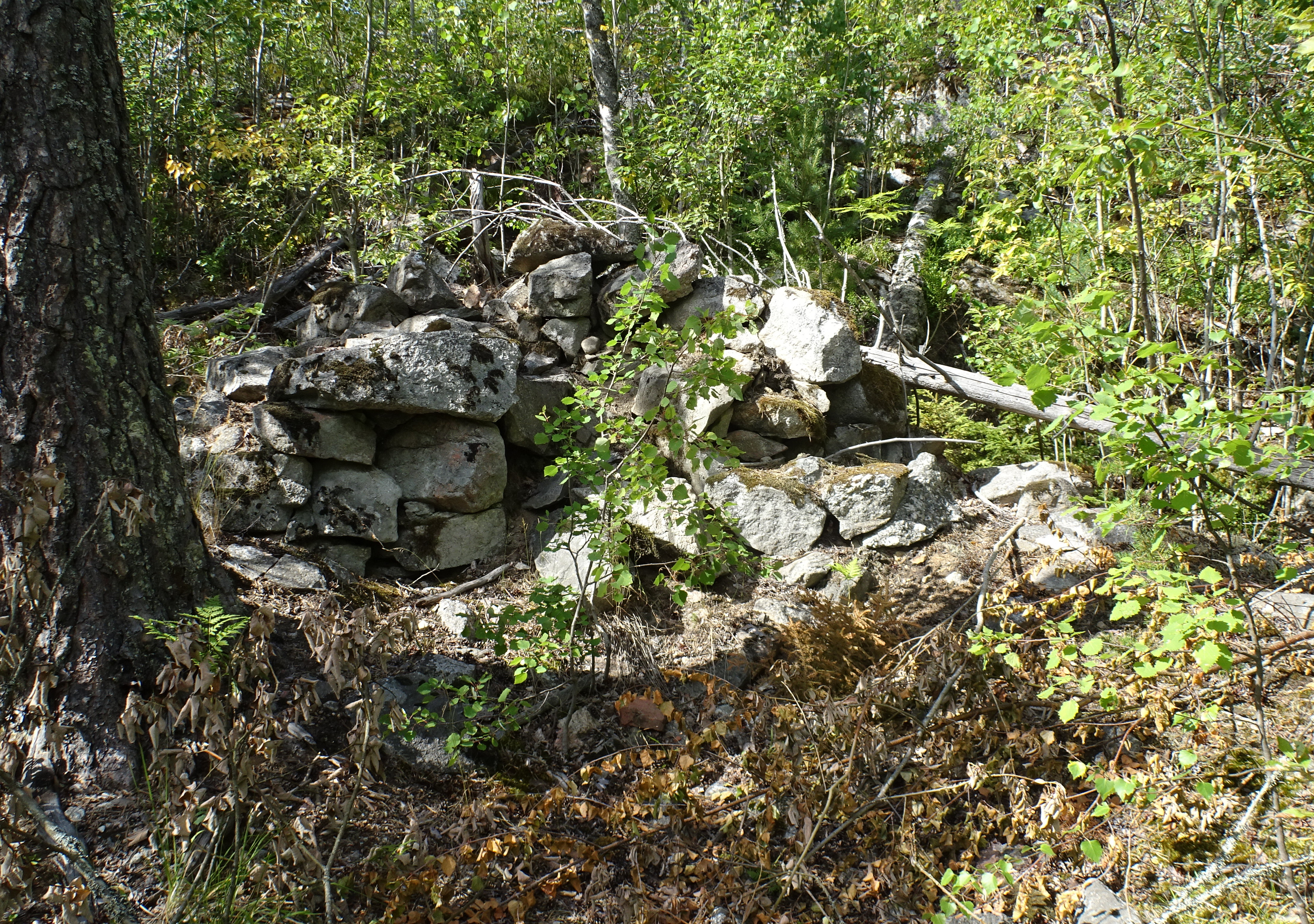
Ryssugnen i Tyresta nationalpark, 2017.

Ryssugnen, Tyresta är ett fornminne i Tyresta nationalpark i Tyresö kommun. Den så kallade ryssugnen ligger vid vandringsstigen "Fornborgsslingan" sydöst om sjön Lanan och strax söder om brandområdet från 1999.

## Bakgrund

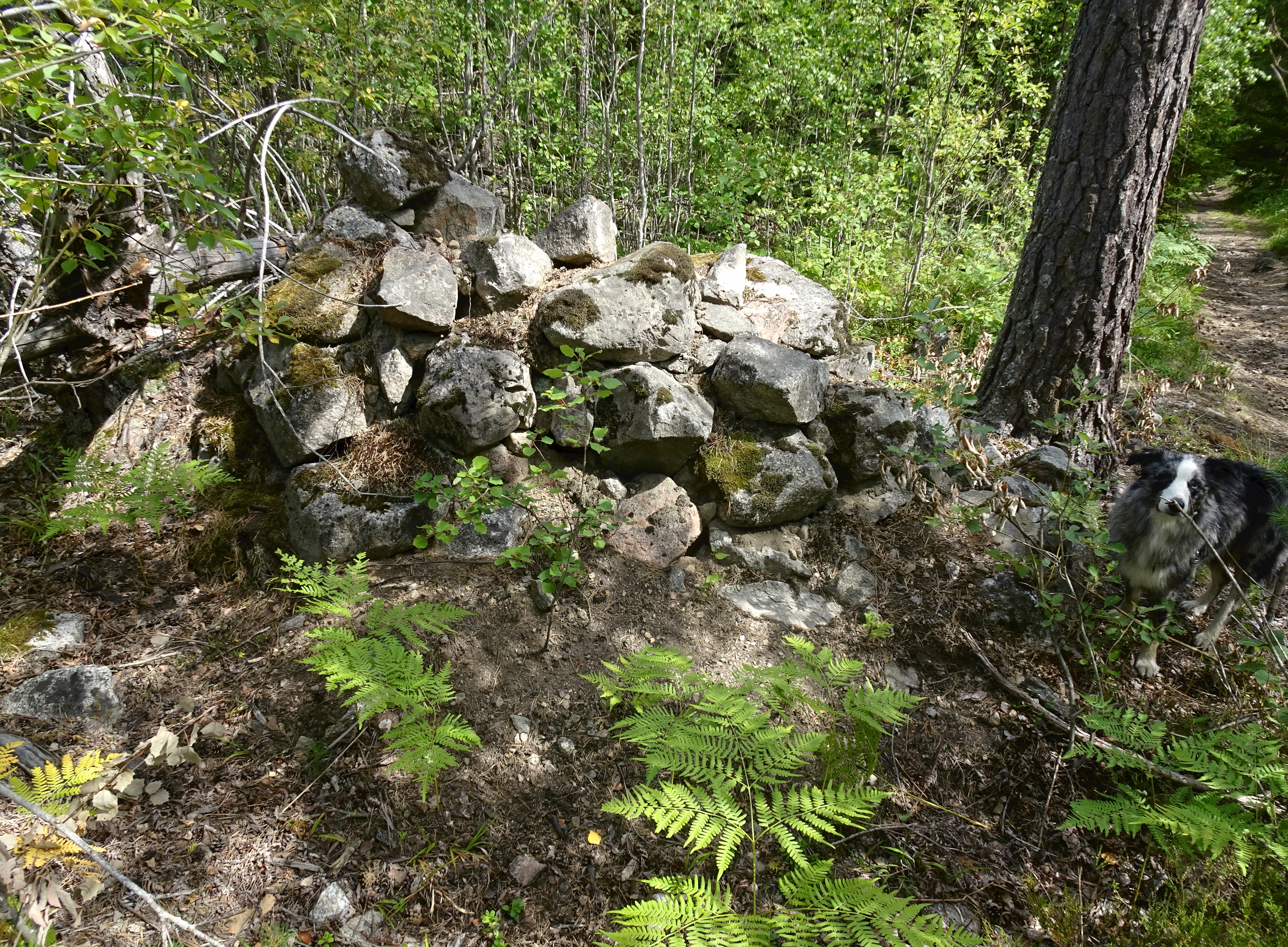
Ryssugnen i Tyresta nationalpark.

Enligt traditionen anlades dess ugnar av ryssar under rysshärjningarna i början av 1700-talet. I ugnarna bakades enligt samma tradition "det mörka ryska brödet". De flesta ryssugnarna återfinns i Östersjöns kustband och Stockholms skärgård. Enstaka ryssugnar har påträffats längre in i landet och till dem hör ryssugnen i Tyresta nationalpark. Det är dock även möjlig att den anlades av traktens skogsarbetare.

## Beskrivning
Lämningen består av kallmurad gråsten. Den är närmast halvcirkelformad med en utbredning av 3x1,4 meter och 1,3 meter höjd. På norra långsidan finns en kvadratisk öppning cirka 80x80 centimeter. I ugnens inre finns en rektangulär, uppåt något avsmalnande gång om 0,2x0,5 meter som är öppen upptill. Ugnens rester liknar ett röse och är av samma typ som övriga havsanknutna ugnar. 2017 var konstruktionen hoprasad.